# Tālūt
Dieser Artikel wurde in der Qualitätssicherung Religion eingetragen. Hilf mit, die inhaltlichen Mängel dieses Artikels zu beseitigen, und beteilige dich an der Diskussion.
Talut (arabisch طالوت, DMG Ṭālūt) ist eine Person im Koran, die traditionell mit dem israelitischen König Saul identifiziert wird, da er angeblich der Malik (ملك ‚König‘) Israels ist. Er wird auch mit Gideon identifiziert, mit der Begründung, dass der Koran auf den gleichen Vorfall des Trinkens aus einem Fluss verweist, der in der hebräischen Bibel in Richter 7,5–7  zu finden ist, neben anderen Faktoren, die mit letzterem verbunden sind

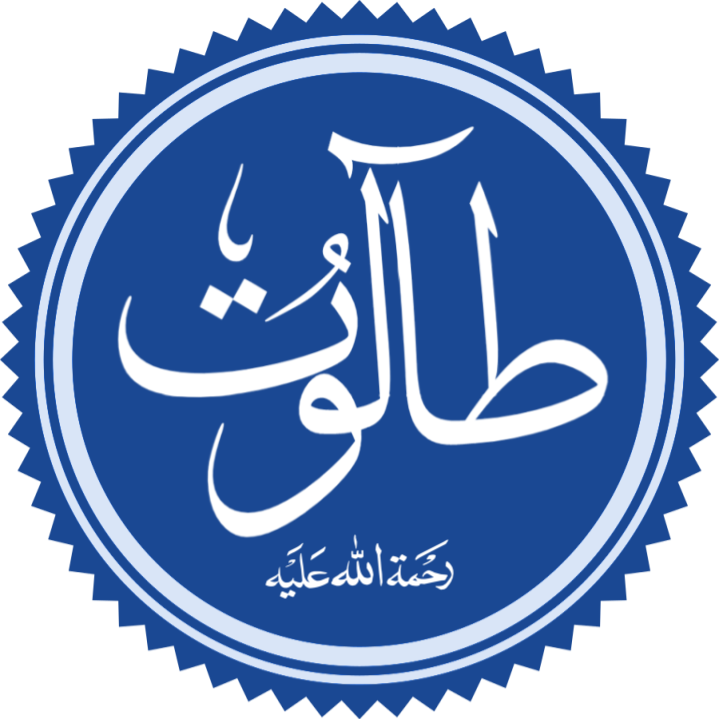

## Name
Der Name Talut hat eine unsichere Etymologie. Im Gegensatz zu den meisten anderen Figuren, die sowohl in der hebräischen Bibel als auch im Koran zu finden sind, ähnelt der arabische Name nicht dem hebräischen Namen (שָׁאוּל, Šāʾūl). Laut muslimischen Exegeten bedeutet Talut „groß“ und bezieht sich auf die außergewöhnliche Statur von Saul, was mit dem biblischen Bericht übereinstimmen würde. Zur Erklärung des Namens meinen Exegeten wie der Gelehrte Abu Ishaq ath-Thaʿlabi aus dem 11. Jahrhundert, dass zu dieser Zeit der zukünftige König von Israel an seiner Größe zu erkennen war; Samuel richtete ein Maß ein, aber außer Saul erreichte niemand in Israel die ausreichende Höhe.

## Erzählung im Koran
Nach der Zeit von Musa (Mose) begannen die Israeliten, einen König zu fordern, der sie in den Krieg gegen ihre Feinde führen sollte. Folglich wurde Talut von einem namenlosen Propheten der Kinder Israels zum König ernannt, der verkündete, dass Allah Talut zum neuen König von Israel erwählt hatte. Die Israeliten stellten die Entscheidung des Propheten infrage, da sie Talut aufgrund seines Mangels an Reichtum nicht respektierten. Der Prophet sagte ihnen dann, dass Talut bevorzugter als sie sei. Er zeichnete sich durch sein großes Wissen und seinen Körperbau aus. Ein Zeichen seiner rechtmäßigen Rolle als König war, dass Allah die Bundeslade für die Israeliten nach Israel zurückgebracht hatte. Talut stellte sein Volk an einem Fluss auf die Probe: Wer auch immer daraus trank, würde ihm nicht in die Schlacht folgen, außer jemandem, der eine Handvoll daraus nahm. Viele von ihnen tranken, aber nur die Gläubigen wagten sich weiter. Talut führte dann die Israeliten zum Sieg über die Armee von Goliat, der von Dawud (David) getötet wurde. Talut gilt nicht als Prophet (نبي nabī) Allahs, sondern als von Gott ernannter König.

## Hadith
Talut wird auch in einem Hadith erwähnt: „Erzählt von al-Bara: Die Gefährten Muhammads, die an Badr teilnahmen, sagten mir, dass ihre Zahl die von Taluts Gefährten war, die den Fluss (des Jordan) mit ihm überquerten, und sie waren über dreihundertzehn Mann. Bei Allah, niemand überquerte mit ihm den Fluss, außer einem Gläubigen.“